# برایان بنبن
برایان بنبن (به انگلیسی: Brian Benben) (زاده ۱۸ ژوئن ۱۹۵۶) بازیگر آمریکایی است.
از فیلم‌هایی که وی در آن نقش داشته است می‌توان به پاک و هوشیار اشاره کرد.